# Diego Raimondi
Diego Gabriel Raimondi (* 27. September 1977 in Buenos Aires) ist ein ehemaliger argentinisch-italienischer Fußballspieler und heutiger -trainer. 

## Karriere

### Spieler
In seiner Jugend spielte er für Club Atlético Atlanta, wo er zur Saison 1999/2000 in die erste Mannschaft vorrückte. Zur Spielzeit 2001/02 wechselte er nach Italien, wo er für Casarano spielte. Nach zwei Spielrunden ging es dann weiter zu AC Gallipoli, welche er dann zur Saison 2006/07 in Richtung des AC Pisa wieder verließ. Ab der Spielzeit 2008/09 stand er dann im Kader von AC Perugia Calcio und gehörte diesem bis zum Ende der Runde 2009/10 an, wonach er zu Cosenza Calcio wechselte. Von Anfang 2011 bis Sommer 2012 spielte er nochmal für den AC Pisa und beendete dann seine Karriere als Spieler nach einem halben Jahr bei US Città di Pontedera im November 2012.

### Trainer
Nur ein paar Monate nach dem Ende seiner Spielerkarriere fing er als Co-Trainer beim chilenischen Deportes Iquique an und verblieb hier bis März 2013. Seine erste Trainerstation als Cheftrainer war dann zurück in Italien bei Sestri Levante, wo er für den Verlauf der Saison 2015/16 an der Seitenlinie stand. Im Trainer-Stab von Siniša Mihajlović war er anschließend vom Start der Saison 2016/17 bis Januar 2018 Co-Trainer beim FC Turin sowie von Ende Januar 2019 bis Januar 2022 in dieser Funktion beim FC Bologna, hier dann zuletzt aber noch unter dem Cheftrainer Miroslav Tanjga.
Seit Januar 2022 ist er Teil des Trainerstabs von Diego Alonso bei der uruguayischen Nationalmannschaft.